# Mc Thals
Mc Thals is een Belgisch bier. Het werd gebrouwen door Brouwerij DijkWaert te Herentals.

## Achtergrond
De naam van het bier "Mc Thals" verwijst enerzijds naar de stad van afkomst: Herentals. Anderzijds is het een verwijzing naar Schotland: in het bier waren whisky-aroma’s verwerkt. Op het etiket stond dan ook een Schotse doedelzakspeler.

## Het bier
Mc Thals is een blond bier van hoge gisting met een alcoholpercentage van 9,5%. Whisky-aroma’s van eikenhout en vanille werden toegevoegd. Het bier werd gelanceerd in november 2011. Het werd verkocht in flessen van 75 cl. Later verdween het bier en werd vervangen door Mc Thals Oaked en Mc Thals Peated.